# We Go Up
We Go Up es el segundo EP de la boy band surcoreana NCT Dream, la tercera subunidad del grupo NCT. Lanzado por SM Entertainment el 3 de septiembre de 2018, y distribuido por iRiver, el álbum contiene cinco nuevas canciones en coreano y una versión en chino del sencillo principal de álbum, siendo el último lanzamiento en contener una canción chino. El EP fue el primer gran lanzamiento de la subunidad en incluir a Jaemin desde su debut con "Chewing Gum" en agosto del 2016; debido a su hiatus por razones médicas desde principios de 2017. El fundador de SM, Lee Soo-man sirvió como productor ejecutivo del EP. También, este fue el último lanzamiento con los siete miembros originales del grupo, debido a la graduación del Mark en diciembre de 2018 cuando se convirtió en adulto según la edad coreana.
Tras su lanzamiento, We Go Up gozó de un éxito comercial tanto en Corea del Sur como en varias listas de componentes internacionales. Fue el segundo éxito de la subunidad en la lista de álbumes de Gaon, después de su lanzamiento de 2017, The First, y finalmente su primera entrada en las listas en Japón y el Reino Unido, alcanzando el puesto número once, y noventa y siete en la lista de álbumes de Oricon y la lista de descargas de álbumes, respectivamente. El EP también alcanzó éxito en los Estados Unidos, convirtiéndose en la segunda entrada del grupo entre los cinco primeros en la lista Billboard World Albums, alcanzando el puesto número cinco en su primera semana en las listas. El grupo continuó promocionando el sencillo principal homónimo del EP a través de varios programas musicales de televisión de Corea del Sur, y desde entonces ha interpretado la canción principal en todos sus conciertos principales, The Dream Show y su concierto Beyond LIVE en mayo de 2020.

## Antecedentes y lanzamiento
Originalmente debutando como un grupo de siete en agosto de 2016 con el sencillo digital "Chewing Gum", NCT Dream activamente promocionó como un grupo de seis debido al hiatus del Jaemin. Jaemin, al final se reincorporaría al grupo para el regreso de NCT con NCT 2018 Empathy con el sencillo "Go", que vio al grupo pasar de su imagen "juvenil" a un enfoque más "rebelde" y "desafiante" tanto en la música como en la imagen. SM Entertainment después anunciaría que el grupo lanzaría un EP en septiembre de 2018, luego se reveló que se llamaría We Go Up. La discográfica afirmó además que el miembro Mark se "graduaría" de la subunidad luego del lanzamiento del EP en diciembre de 2018, debido a que para ese momento cumpliría 19 años, alcanzando así la edad adulta en Corea del Sur. El video musical que acompaña al sencillo principal homónimo se lanzó el 30 de agosto de 2018, cuatro días antes del lanzamiento de la versión extendida. La versión física del EP viene con un CD que contenía las seis canciones, un folleto de fotografías y varios artículos coleccionables para los seguidores.

## Lista de canciones
| We Go Up |                                       | |                                                                                              |          |  |
| N.º      | Título                                | Letras | Música                                                                                       | Duración |  |
| 1.       | «We Go Up»                            | Kenzie Mark | MZMC Andrew Bazzi (Rice N' Peas) Mike Woods (Rice N' Peas) Kevin White (Rice N' Peas) Kenzie | 3:03     |  |
| 2.       | «1, 2, 3»                             | Hwang Yoo-bin | August Rigo The Stereotypes                                                                  | 3:01     |  |
| 3.       | «너와 나 Beautiful Time»              | Seo Ji-eum Kim In-ha Mark | Michael Lee Cheung (MLC) Erik Lidbom                                                         | 3:27     |  |
| 4.       | «Drippin'»                            | Jeon Ji-eun (January 8th (lalala Studio)) Hwang Seon-jeong (January 8th (lalala Studio)) Kim Jeong-mi (January 8th (lalala Studio)) Mark | Jonatan Gusmark (Moonshine) Ludvig Evers (Moonshine) Deez Cazzi Opeia (Sunshine)             | 3:17     |  |
| 5.       | «Dear Dream»                          | Baek Geum-min (Song Carat) Lee Soo-jung (Song Carat) Jisung Jaemin Jeno Mark                                                             | Anton Ewald Simon Johansson Sebastian Thott                                                  | 3:09     |  |
| 6.       | «We Go Up 青春接力» (Chinese Version) | Zhou Weijie | MZMC Andrew Bazzi (Rice N' Peas) Mike Woods (Rice N' Peas) Kevin White (Rice N' Peas) Kenzie | 3:03     |  |
| 19:00    |                                       | |                                                                                              |          |  |

## Posicionamiento en listas
| Listas (2018)                    | Posición más alta |
| -------------------------------- | ----------------- |
| Japanese Albums (Oricon)         | 11                |
| Japanese Hot Albums (Billboard)  | 28                |
| South Korean Albums (Gaon)       | 1                 |
| UK Download Albums (OCC)         | 97                |
| US Heatseekers Album (Billboard) | 7                 |
| US World Albums (Billboard)      | 5                 |

| Listas (2018)              | Posición |
| -------------------------- | -------- |
| South Korean Albums (Gaon) | 22       |

## Certificaciones
| Región               | Certificación | Ventas Certificadas |
| -------------------- | ------------- | ------------------- |
| Corea del Sur (KMCA) | Platino       | 250.000^            |